# Isidore Konti
Isidore Konti (Wenen, 9 juli 1862 - New York, 11 januari 1938) was een Amerikaans kunstenaar van Hongaarse afkomst.

## Biografie
Konti begon in 1878 te studeren aan de Academie van beeldende kunsten in Wenen. Begin jaren 90 verhuisde hij naar de Verenigde Staten. Hij maakte werken voor de World's Columbian Exposition in 1893 in Chicago. Na zijn werk in Chicago verhuisde Konti naar New York. Hij exposeerde op de Pan-Amerikaanse tentoonstelling en de Louisiana Purchase Exposition, alsook voor de Panama-Pacific International Exposition. Een van zijn bekendste werken is het beeld Three Graces, waarvoor Audrey Munson model stond.
Konti overleed op 75-jarige leeftijd in New York.
- Gemeinsame Normdatei: 130213616
- International Standard Name Identifier: 0000 0000 6687 3016
- Library of Congress Control Number: nr98016851
- Nationale Bibliotheek van Israël: 987007286876105171
- RKD-Nederlands Instituut voor Kunstgeschiedenis: 122338
- SNAC: w63g2kh3
- Union List of Artist Names: 500007465
- Virtual International Authority File: 42938787
- WorldCat: E39PBJcR8gTVx499kWcbDhmTpP